# Eratosten
Eratosten (tudi Eratostenes) [eratósten/eratóstenes] starogrško Ερατοσθένης: Eratosthénes), starogrški matematik, geograf, astronom, pesnik in atlet (verjetno) kaldejskega porekla, * 276 pr. n. št., Kirena (sedaj Šahat, Libija), † 194 pr. n. št., Aleksandrija, Ptolemajski Egipt.

## Življenje in delo
Eratosten je študiral v Aleksandriji in nekaj let v Atenah. Leta 236 pr. n. št. je na predlog Ptolemaja III. Evergetesa I. postal vodja in drugi knjižničar aleksandrijske knjižnice. Kot vodja knjižnice je nasledil Apolonija Rodoškega. Prispeval je veliko na področju matematike in znanosti. Bil je dober Arhimedov prijatelj.
Okoli leta 255 pr. n. št. je iznašel armilarno sfero, ki so jo uporabljali do 17. stoletja.

## Meritev Zemljinega obsega
Verjel je da je Zemlja krogla in okoli leta 240 pr. n. št. je po Kleomedu izračunal njen premer s pomočjo trigonometrije in podatkov o kotih Sonca ob poldnevu v Aleksandriji in na otoku Elefantina pri Sieni (sedaj Asuan, Egipt). Razdaljo med mestoma so poznali iz potovanj karavan in je znašala 5000 stadijev. Račun temelji na privzetku, da je Sonce tako daleč stran in lahko njegove žarke smatramo za vzporedne. Eratosten je vedel, da bo Sonce ob poldnevu na poletni obrat v Sieni v nadglavišču. Vedel je tudi, da bo ob istem trenutku navidezna lega Sonca v njegovem rojstnem kraju Aleksandriji 7º 12' južno od nadglavišča. Vedel je, da je ta kot približno 2 % (1/50) celega kroga in tako sklepal, da mora biti razdalja med Aleksandrijo in Sieno 2 % celotnega premera Zemlje. Njegova vrednost je bila 250.000 stadijev. Točne vrednosti stadija ne poznamo več. Srednji atiški stadij je meril približno 185 m (185,4 m). V splošnem pa verjamemo, da je Eratostenova ocena med 39.690 km in 45.007 km (46.620 km). Točna vrednost je 40.075 km in okrog polov 40.008 km. Če je uporabljal egipčanski stadij, ki je meril okoli 157,5 m, je bila njegova meritev 39.690 km z napako manjšo od 1 %.
Eratostenova vrednost je presenetljiva, saj je treba upoštevati več faktorjev, ki so lahko vplivali na njegovo meritev. Siene niso točno na rakovem povratniku, niso točno južno od Aleksandrije in Sonce je disk na končni razdalji od Zemlje, ne pa točkovni svetlobni vir v neskončni razdalji. Tudi meritve na kopnem v tedanjih časih niso bile zanesljive. Eratostenovo vrednost je uporabil Posidonij okoli 150 let kasneje in tudi sam na podoben način izmeril obseg.

## Meritev razdalje od Zemlje do Sonca in Lune
Evzebij Cezarejski je v svojem delu Priprava na evangelij (starogrško Προπαρασκευη Ευαγγελικη: Proparaskein Eiaggelike) vključil kratko poglavje o razdaljah nebesnih teles (knjiga XV, poglavje 53). Preprosto je navedel, da je Eratosten našel razdaljo od Zemlje do Sonca, sedaj imenovano astronomska enota, kot »σταδίων μυριάδας τετρακοσίας και οκτωκισμυρίας« (kar dobesedno pomeni »stadijev miriad 400 in 80.000«) in razdaljo do Lune 780.000 stadijev. Izraz za razdaljo do Sonca so prevedli kot 4.080.000 stadijev (1903) ali kot 804.000.000 stadijev (1974-1991). Pomen je odvisen od tega ali je Evzebij mislil 400 miriad in 80.000 ali pa »400 in 80.000« miriad.
To Evzebijevo pričevanje so v delu Dictionary of Scientific Biography ovrgli. Res je, da je razdalja do Lune, ki jo je Evzebij navedel, premajhna (približno 144.000 km). Eratosten je bil sposoben določiti bolj točno vrednost, ker je poznal velikost Zemlje, in pred njim je Aristarh določil razmerje med Lunino oddaljenostjo od Zemlje in Zemljinim polmerom kot:
{\displaystyle {\frac {a_{L}}{r_{Z}}}={\frac {1}{2\,\operatorname {tg} \,1^{\circ }}}=28,6\!\,.}
Današnja vrednost je 60,27. Če je Evzebijeva navedba izmišljena, je težko pojasniti, da z vrednostjo grškega oziroma olimpijskega stadija 185 m vrednost 804 milijonov stadijev da razdaljo do Sonca 149 milijonov km, z napako manjšo od -1 %. Poleg tega je Aristarhova meritev razmerja med oddaljenostma Sonca in Lune od Zemlje 24-krat premajhna (19). Vprašanje je ali je Eratosten to razmerje sam ponovno meril, ker sta razmerji iz navedenih vrednosti 1,96 in 386,94, pravo pa:
{\displaystyle {\frac {a_{\odot }}{a_{L}}}=387,6\!\,.}

## Drugi dosežki
Okoli leta 200 pr. n. št. je Eratosten privzel besedo geografija, ki pomeni opis Zemlje.
Eratosten je poskušal uvesti leto s 365,25 dneva, česar pa nazadnjaška egipčanska družba ni sprejela.
Bil je utemeljitelj znanstvene kronologije. Prizadeval si je šteti datume glavnih književnih in političnih dogodkov od časa zavojevanja Troje.
Eratostenovi prispevki so še:
- Eratostenovo sito za iskanje praštevil.
- merjenje naklona ekliptike z napako kota 7'.
- izdelava kataloga zvezd s 675 nepomičnimi zvezdami, ki se ni ohranil.
- zemljevid toka Nila do Kartuma.
- zemljevid tedanjega znanega sveta od Britanskega otočja do Cejlona in od Kaspijskega jezera do Etiopije.

Samo Hiparh, Strabon in Klavdij Ptolemaj so uspeli izdelati še boljše zemljevide.
Eratosten je bil znan pod imenom β, ker je bil drugi v sredozemskem svetu na mnogih področjih. Znan je bil tudi po svojem nadutem značaju. Nikoli se ni poročil. Leta 195 pr. n. št. je oslepel, leto pozneje pa je stradal do smrti.

## Priznanja

### Poimenovanja
Po njem se imenuje udarni krater Eratosten (Eratosthenes) na Luni s koordinatama 14,5° severno; 11,3° zahodno, premerom 58 km in globino 3,6 km, ter asteroid glavnega asteroidnega pasu 3251 Eratosten (3251 Eratosthenes).